# گمینا خودل
گمینا خودل (به لهستانی:  Gmina Chodel) یک گمینا در لهستان است که در شهرستان اوپوله لوبلسکیه واقع شده‌است. گمینا خودل ۱۰۸٫۲۱ کیلومتر مربع مساحت و ۶٬۷۱۷ نفر جمعیت دارد.